# アルベルト・フラム
アルベルト・フラム（Albert Flamm,1823年4月9日 - 1906年3月28日）はドイツの画家である。イタリアの風景を描いた絵画で知られる。

## 略歴
ケルンに生まれた。1836年から1838年までデュッセルドルフ美術アカデミーとアントウェルペン王立芸術学院で建築を学ぶが、絵画に転じた。再びデュッセルドルフでアンドレアス・アッヒェンバッハの元で学んだ。アッヒェンバッハの弟の画家、オスヴァルト・アッヒェンバッハと親友となり、2人は一緒に写生旅行で各地を旅した。ライン川や、アール川、モーゼル川流域を旅した後、1845年に初めてイタリアに旅し、1850年から1853年に再びイタリアに滞在した。イタリアではスイス生まれでローマに滞在していた画家のアルノルト・ベックリンと過ごし、その後カンパーニャ・ロマーナなどの景勝地、イタリア半島南部、ナポリを旅した。
その後も何度も2人はイタリアを訪れ、イタリアの風景画家として高い評価を得た。
1848年にデュッセルドルフに作られた芸術協会「マルカステン」の創立メンバーとなった。個人美術教師として教え初め、1861年にノルウェーの画家、ミュンテ（Ludvig Munthe:1841-1896）やアメリカのハウランド(Alfred Cornelius Howland:1838-1909)を教え、後にスウェーデン生まれの女性画家、イェンナ・バウク(Jeanna Bauck)やアメリカのキース(William Keith)も教えた。
デュッセルドルフ美術アカデミーの教授となったオスヴァルト・アッヒェンバッハのもとで1870年から美術アカデミーで教え始め、教えた学生にはボクマン(Gregory von Bochmann)がいる。
デュッセルドルフの出版社の経営者の娘アンナ・アルンツ(Anna Arnz)と1860年に結婚した。オスヴァルト・アッヒェンバッハもアンナの姉妹と結婚し、2人は義理の兄弟となった。アンナとの間の息子、カール・フラムは肖像画家となり、もう一人の息子オズヴァルトは造船技術者となり、ベルリン工科大学の学長を務めた。

## 作品

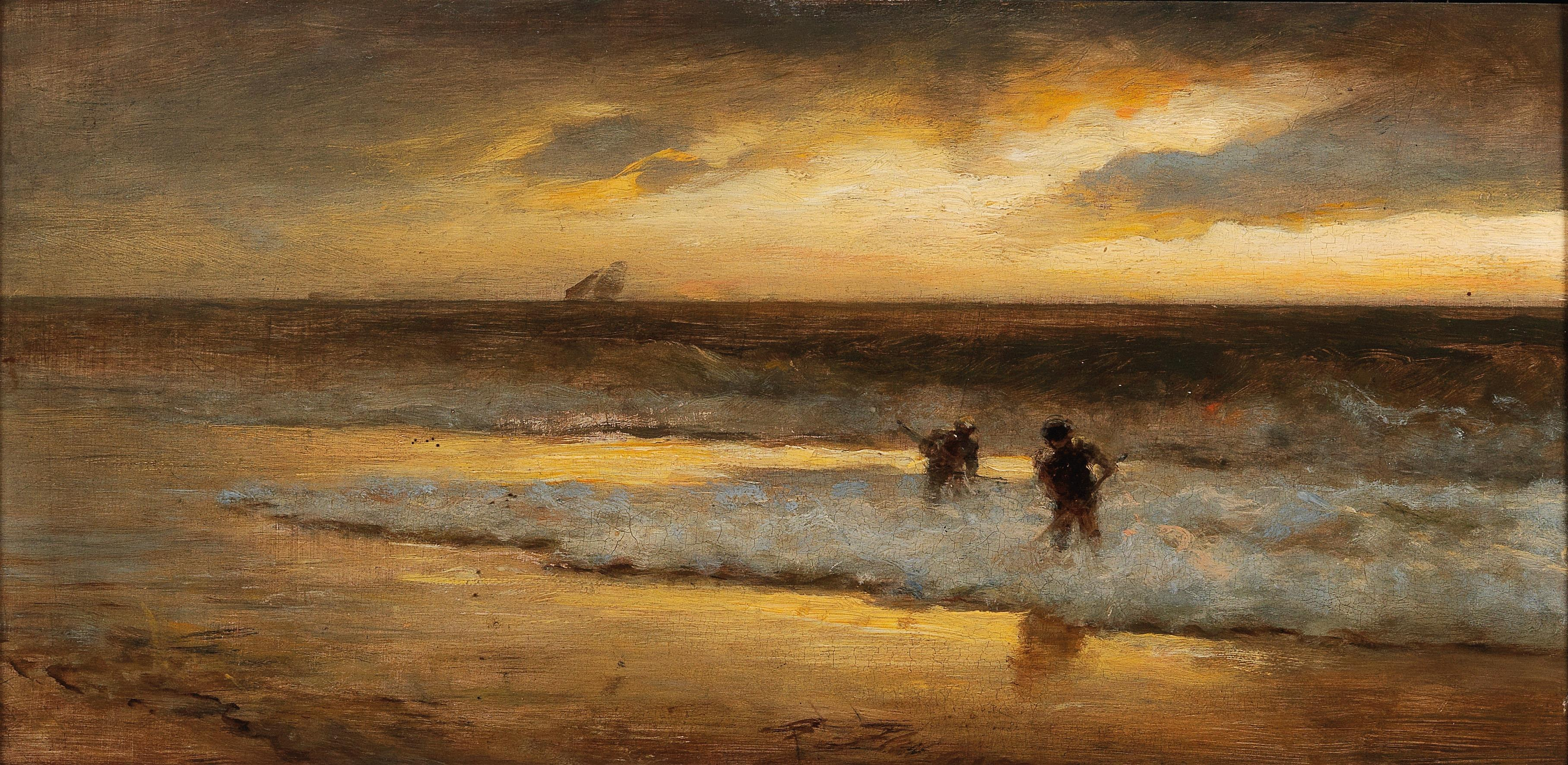
海岸の蟹漁師
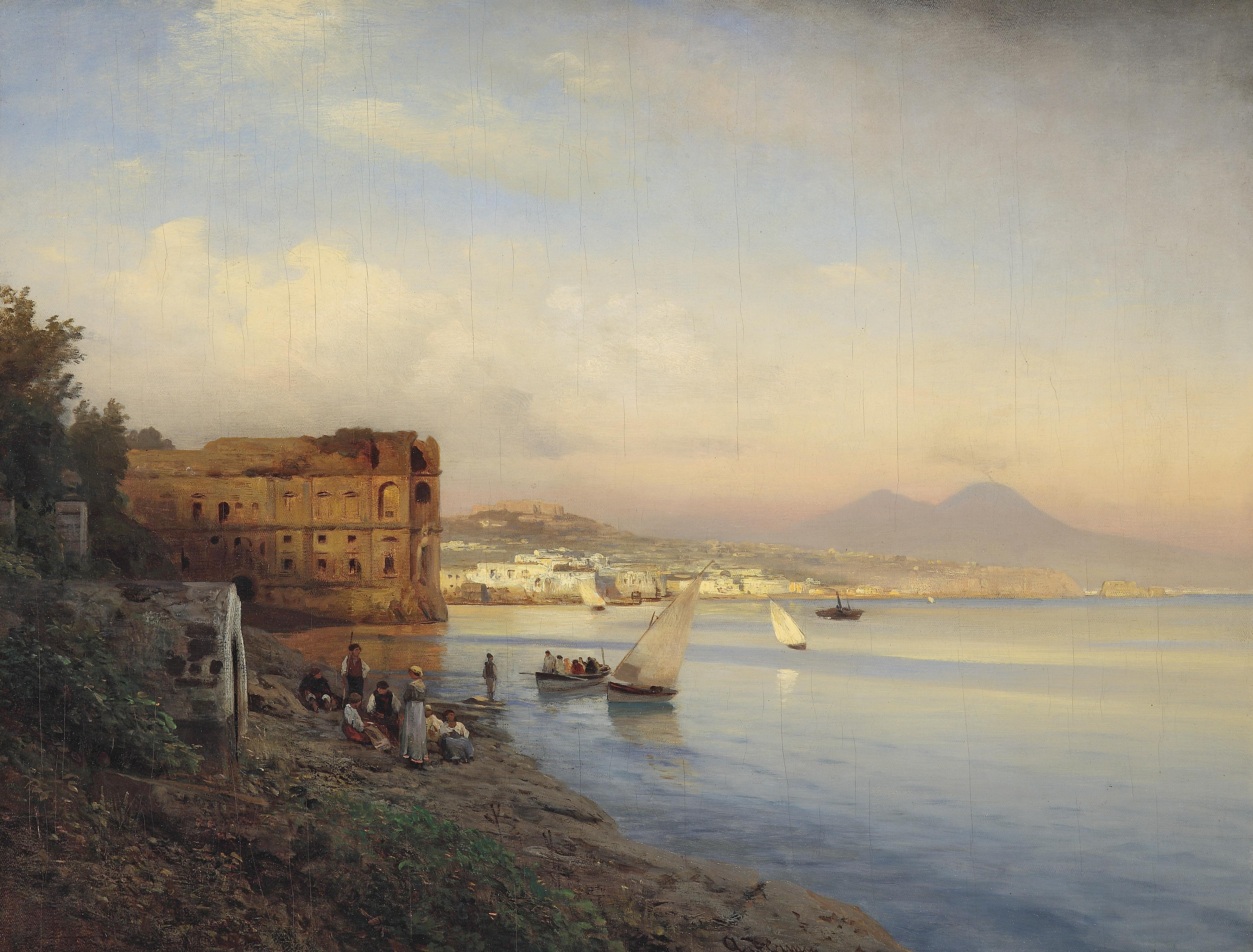
ナポリ湾の眺め
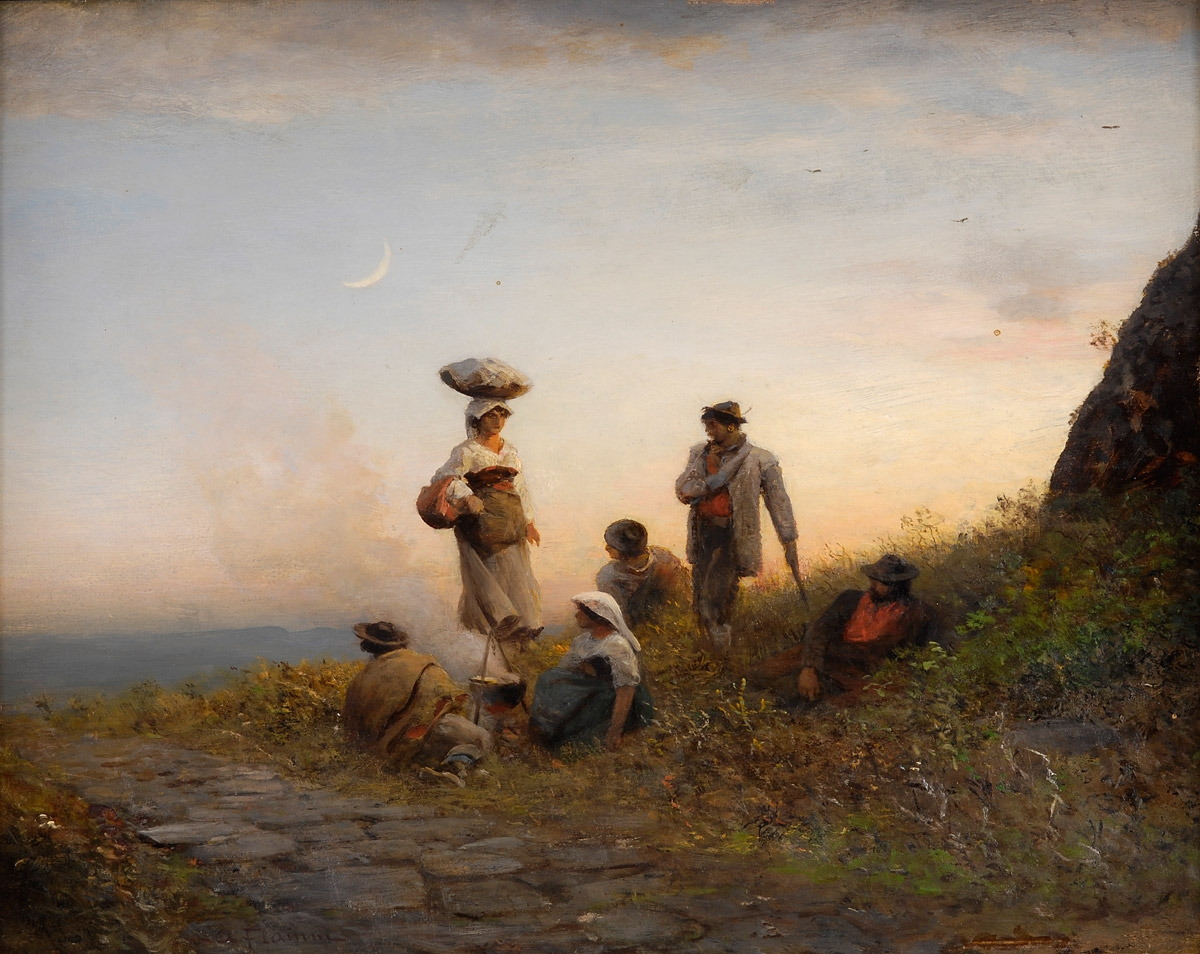
カンパーニャ・ロマーナにて
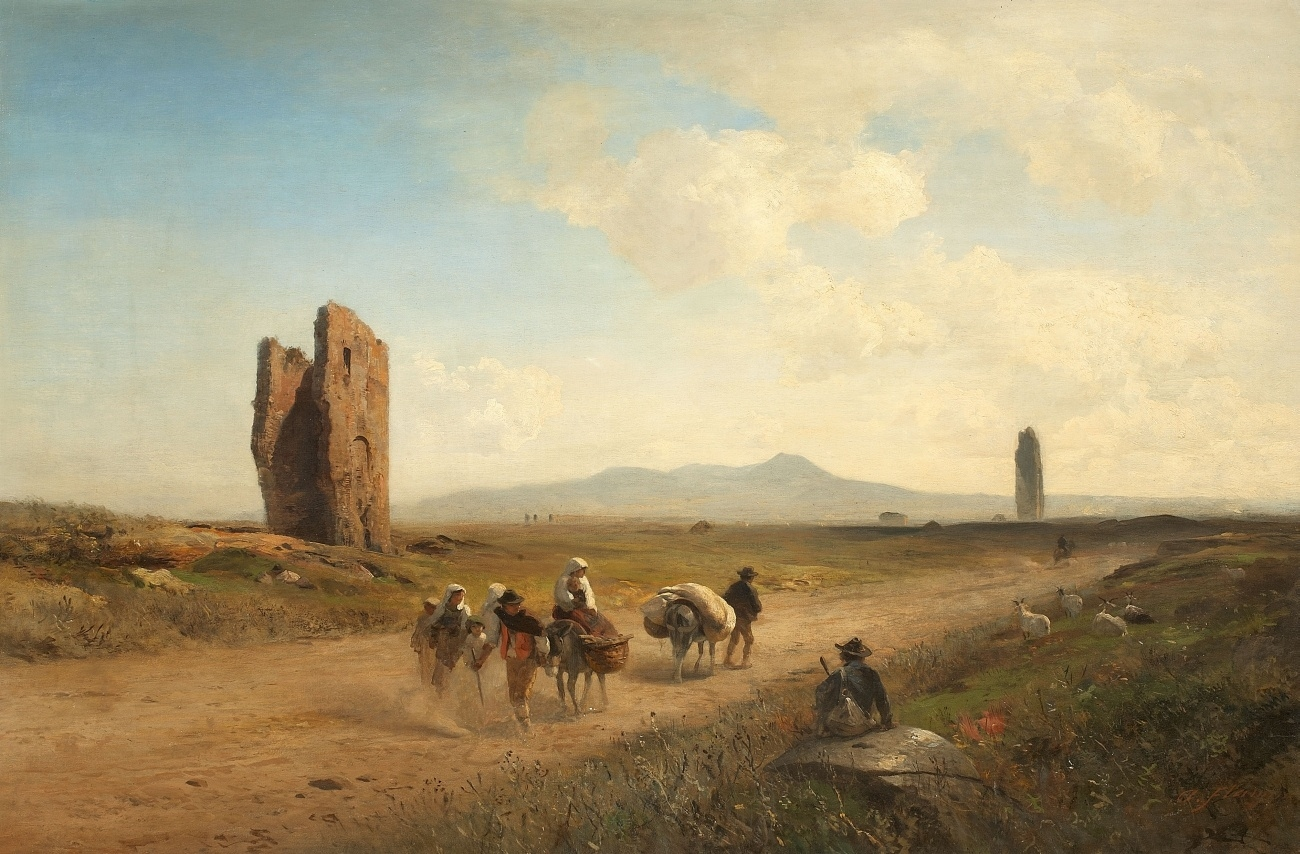
カンパーニャ・ロマーナの風景
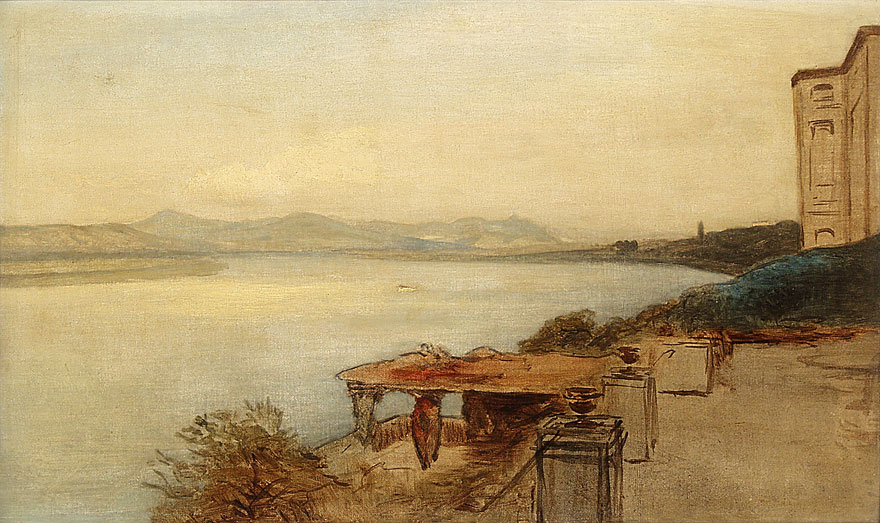
ジーベンゲビルゲ（ライン河畔）
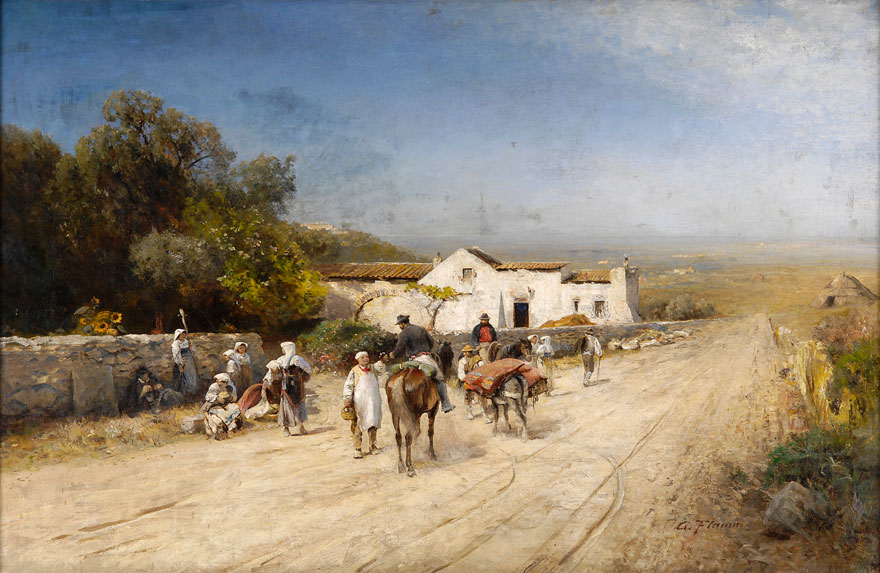
アッピア街道の食堂